# Iwan Kodica
Iwan Siergiejewicz Kodica (rum. Ion Codiță, ros. Иван Сергеевич Кодица, ur. 1 maja 1899 w Corjovej k. Criuleni, zm. 5 września 1980 w Kiszyniowie) – radziecki i mołdawski polityk, przewodniczący Prezydium Rady Najwyższej Mołdawskiej SRR w latach 1951–1963.

## Życiorys
W latach 1920–1923 żołnierz Armii Czerwonej, od 1926 działacz ruchu związkowego. W 1926 ukończył Komunistyczny Uniwersytet Mniejszości Narodowych Zachodu im. Juliana Marchlewskiego, od 1927 członek WKP(b), 1929-1930 studiował w Wyższej Szkole Związków Zawodowych, 1930-1934 członek KC Związku Zawodowego Robotników Rolnych, 1934-1937 sekretarz Centralnego Komitetu Wykonawczego Związków Zawodowych, 1941 dyrektor fabryki w Saratowie, 1942-1944 kierownik wydziału politycznego w sowchozie, później dyrektor sowchozu. 1944-1950 członek Komunistycznej Partii (bolszewików) Mołdawii, 1950 minister przemysłu miejskiego Mołdawskiej SRR, od 28 marca 1951 do 4 marca 1963 przewodniczący Prezydium Rady Najwyższej Mołdawskiej SRR; od 1954 równocześnie zastępcą przewodniczącego Prezydium Rady Najwyższej ZSRR. 1961-1966 członek Centralnej Komisji Rewizyjnej KC KPZR.

## Odznaczenia
- Order Lenina
- Order Rewolucji Październikowej (1979)
- Order Czerwonego Sztandaru
- Order Czerwonego Sztandaru Pracy (dwukrotnie)